# Wabik

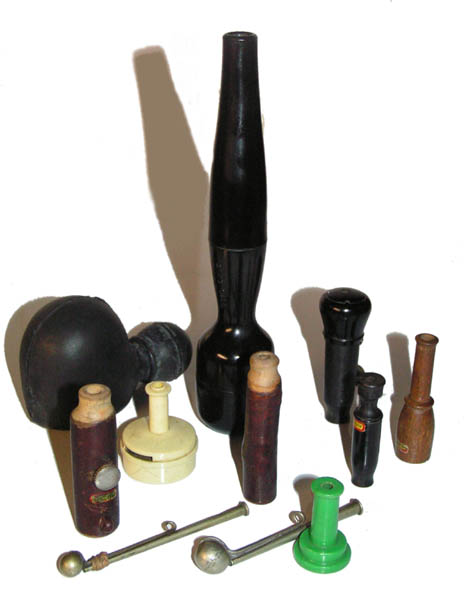
Przykłady wabików

Wabik – przyrząd do wabienia zwierzyny poprzez imitowanie głosów zwierząt i ptaków. Przy pomocy wabika myśliwy wydaje odgłosy godowe lub oznaczające znalezienie pokarmu.
Rodzaje wabików:
- służące do modulowania dźwięków wydawanych ustami: odpowiednio złożone dłonie, róg, muszla, szkło lampy naftowej, gumowa rura itp.
- działające jak piszczałka lub stroik, uruchamiane powietrzem wydmuchiwanym z ust lub gruszki gumowej, fabryczne lub wykonane własnoręcznie z kości, drewna, kory brzozowej itp.
- wydające dźwięki pod wpływem pocierania, bębnienia, grzechotania itp.
- wabiki zapachowe wypuszczające zapach wabiący dane zwierzę np: zapach myszy, który wabi lisa

## Inne znaczenia
Słowo wabik jest także polskim odpowiednikiem angielskiego jailbait, czyli określenia osoby poniżej wieku przyzwolenia, która ma sprowokować do działania przestępcę seksualnego.